# Carol Kane
Carolyn Laurie Kane (n. 18 iunie 1952, Cleveland, Ohio, SUA) este o actriță americană.
Aceasta a devenit cunoscută în anii 1970 și 1980 pentru rolurile din Hester Street⁠(d) (pentru care a primit o nominalizare la Premiile Oscar la categoria cea mai bună actriță în rol principal), După-amiază de câine, Annie Hall, File de poveste și Poveste trăsnită de Crăciun.
Kane a apărut în serialul de televiziune Taxi la începutul anilor 1980 în rolul Simkei Gravas, soția lui Latka⁠(d), personajul interpretat de Andy Kaufman⁠(d), câștigând două Premii Emmy pentru interpretarea sa. A jucat rolul personajului Madame Morrible⁠(d) în piesa de teatru muzical Wicked⁠(d) atât în turnee, cât și pe Broadway din 2005 până în 2014. Din 2015 până în 2020, a făcut parte din distribuția serialului Netflix Indestructibila Kimmy Schmidt⁠(d), în care a interpretat-o pe Lillian Kaushtupper⁠(d). În timpul evenimentului Star Trek Day 2022, s-a anunțat că aceasta se va alătura distribuției serialului Star Trek: Strange New Worlds în sezonul 2.

## Biografie
Kane s-a născut în Cleveland, Ohio, fiica lui Joy, cântăreață de jazz, profesoară, dansatoare și pianistă, și a lui Michael Kane. Familia ei este evreiască, iar bunicii săi au emigrat din Rusia, Austria și Polonia. Părinții ei au divorțat când Kane avea 12 ani. A urmat cursurile Cherry Lawn School, un internat din Darien, Connecticut, până în 1965. A studiat teatrul la HB Studio⁠(d) și a urmat cursurile Professional Children's School⁠(d) din New York City. Kane a debutat în 1966 în piesa de teatru The Prime of Miss Jean Brodie⁠(d).

## Cariera

### Televiziune
Kane a interpretat-o pe Simka Dahblitz-Gravas, soția lui Latka Gravas (Andy Kaufman), în serialul de televiziune american Taxi din 1981 până în 1983. Aceasta a primit două Premii Emmy pentru rolul său.
În 1984, Kane a apărut în episodul 12 din sezonul 3 al serialului Cheers; a interpretat-o pe Amanda, o cunoștință a personajului Diane Chambers⁠(d).
Kane a făcut parte din distribuția serialelor All Is Forgiven din 1986 și American Dreamer⁠(d) (1990-1991), a avut un rol episodic în Seinfeld (1994), în Ellen⁠(d) (1996) și un rol secundar în sitcomul Pearl⁠(d).
În 1988, Kane a apărut în Rap Master Ronnie:A Report Card⁠(d) alături de Jon Cryer și Smothers Brothers⁠(d).
În ianuarie 2009, aceasta a apărut în serialul de televiziune Doi bărbați și jumătate în rolul mamei asistentei lui Alan Harper. În martie 2010, Kane a apărut în serialul de televiziune Betty cea urâtă⁠(d) în rolul profesorului de actorie al lui Justin Suarez. În 2014, a avut un rol episodic în serialul Gotham în rolul lui Gertrude Kapelput, mama personajului Oswald Cobblepot (Penguin)⁠(d).
În 2015, a interpretat rolul lui Lillian Kaushtupper în serialul Indestructibila Kimmy Schmidt al companiei Netflix. Și-a reluat rolul în filmul de televiziune Unbreakable Kimmy Schmidt: Kimmy vs the Reverend⁠(d).
În 2020, Kane a făcut parte din distribuția serialului Hunters⁠(d) alături de actori precum Al Pacino și Logan Lerman.
În cadrul Star Trek Day 2022, s-a anunțat că aceasta se alătură distribuției Star Trek: Strange New Worlds în rolul inginerul-șef Pelia.

### Film
Kane a apărut în Cunoaștere carnală (1971), Ultima misiune (1973), Hester Street (1975), După-amiază de câine (1975), Annie Hall (1977), Cel mai mare amant din lume⁠(d) (1977), When a Stranger Calls⁠(d) (1979), Norman Loves Rose⁠(d) (1982), Transilvania 6-5000⁠(d) (1985), File de poveste (1987), Poveste trăsnită de Crăciun (1988), Flashback⁠(d) (1989), cu Dennis Hopper, și Aproape liber⁠(d) (1990).
În 1998, a interpretat-o pe Mother Duck în filmul animat The First Snow of Winter⁠(d). În anul următor, aceasta a avut un rol cameo în filmul biografic Omul din Lună⁠(d).
La cea de-a 48-a ediție a Premiilor Oscar⁠(d), Kane a fost nominalizată la Premiul Oscar pentru cea mai bună actriță pentru rolul din filmul Hester Street. .

### Teatru
Kane a jucat în piesa off-Broadway⁠(d) Love, Loss, and What I Were⁠(d) în februarie 2010.
În ianuarie 2011, a apărut în piesa dramatică The Children's Hour⁠(d) a lui Lillian Hellman⁠(d) la Teatrul Harold Pinter⁠(d) din Londra. Kane a jucat alături de Keira Knightley, Elisabeth Moss și Ellen Burstyn.
În mai 2012, Kane a apărut pe Broadway în rolul lui Betty Chumley în piesa de teatru Harvey⁠(d).

### Wicked
Kane este cunoscută pentru interpretarea directoarei malefice Madame Morrible în piesa de teatru muzical Wicked, fiind prezentă în acest rol în diferite producții din 2005 până în 2014.
Kane și-a făcut debutul în Wicked în primul turneu național, jucând rolul din 9 martie până în 19 decembrie 2005. Apoi a reluat rolul în producția de pe Broadway din 10 ianuarie până în 12 noiembrie 2006, respectiv pentru punerea în scenă în Los Angeles începând din 7 februarie 2007.După ce s-a transferat la compania L.A., a jucat din nou rolul în producția din San Francisco, care a început pe 27 ianuarie 2009.
Kane a revenit la compania de pe Broadway între 1 iulie 2013 și 22 februarie 2014 (perioadă care a inclus cea de-a 10-a aniversare a spectacolului).

## Filmografie
| An   | Titlu                                                                | Rol                        | Note                                                          |
| ---- | -------------------------------------------------------------------- | -------------------------- | ------------------------------------------------------------- |
| 1971 | Desperate Characters                                                 | Young Girl                 |                                                               |
| 1971 | Carnal Knowledge                                                     | Jennifer                   |                                                               |
| 1972 | Wedding in White                                                     | Jeannie Dougall            |                                                               |
| 1972 | ...and Hope to Die (a.k.a. La course du lièvre à travers les champs) |                            | Scenele sale au fost eliminate din versiunea finală.          |
| 1973 | The Last Detail                                                      | Young Whore                |                                                               |
| 1975 | Hester Street                                                        | Gitl                       | Nominalizată — Premiul Oscar pentru cea mai bună actriță      |
| 1975 | Dog Day Afternoon                                                    | Jenny                      |                                                               |
| 1976 | Harry and Walter Go to New York                                      | Florence                   |                                                               |
| 1977 | Annie Hall                                                           | Allison                    |                                                               |
| 1977 | Valentino                                                            | Starlet                    |                                                               |
| 1977 | The World's Greatest Lover                                           | Annie Hickman              |                                                               |
| 1978 | The Mafu Cage                                                        | Cissy                      |                                                               |
| 1979 | The Muppet Movie                                                     | Myth                       |                                                               |
| 1979 | When a Stranger Calls                                                | Jill Johnson               |                                                               |
| 1979 | La Sabina                                                            | Daisy                      |                                                               |
| 1981 | The Games of Countess Dolingen                                       | Louise Haines-Pearson      |                                                               |
| 1981 | Strong Medicine                                                      |                            |                                                               |
| 1982 | Pandemonium                                                          | Candy                      |                                                               |
| 1982 | Norman Loves Rose                                                    | Rose                       | Nominalizată — AACTA Award for Best Actress in a Leading Role |
| 1983 | Can She Bake a Cherry Pie?                                           | Customer at Cafe           |                                                               |
| 1984 | Over the Brooklyn Bridge                                             | Cheryl                     |                                                               |
| 1984 | Racing with the Moon                                                 | Annie the Hooker           |                                                               |
| 1984 | The Secret Diary of Sigmund Freud                                    | Martha Bernays             |                                                               |
| 1984 | Terror in the Aisles                                                 | Jill Johnson               | Scene de arhivă                                               |
| 1985 | Transylvania 6-5000                                                  | Lupi                       |                                                               |
| 1986 | Jumpin' Jack Flash                                                   | Cynthia                    |                                                               |
| 1987 | Ishtar                                                               | Carol                      |                                                               |
| 1987 | The Princess Bride                                                   | Valerie                    |                                                               |
| 1988 | Sticky Fingers                                                       | Kitty                      |                                                               |
| 1988 | License to Drive                                                     | Mrs. Anderson              |                                                               |
| 1988 | Scrooged                                                             | Ghost of Christmas Present |                                                               |
| 1990 | The Lemon Sisters                                                    | Franki D'Angelo            |                                                               |
| 1990 | Flashback                                                            | Maggie                     |                                                               |
| 1990 | Joe Versus the Volcano                                               | Hairdresser                | Rol Cameo; creditată sub numele Lisa LeBlanc                  |
| 1990 | My Blue Heaven                                                       | Shaldeen                   |                                                               |
| 1991 | Ted & Venus                                                          | Colette                    |                                                               |
| 1992 | In the Soup                                                          | Barbara                    |                                                               |
| 1992 | Baby on Board                                                        | Maria                      |                                                               |
| 1992 | The Real Story of Here Comes the Bride                               | Margaret Mouse             | Voce                                                          |
| 1993 | When a Stranger Calls Back                                           | Jill Johnson               |                                                               |
| 1993 | Even Cowgirls Get the Blues                                          | Carla                      |                                                               |
| 1993 | Addams Family Values                                                 | Granny Frump               |                                                               |
| 1994 | The Crazysitter                                                      | Treva Van Arsdale          |                                                               |
| 1995 | Theodore Rex                                                         | Molly Rex                  | Voce; direct-to-video                                         |
| 1996 | Big Bully                                                            | Faith                      |                                                               |
| 1996 | American Strays                                                      | Helen                      |                                                               |
| 1996 | Sunset Park                                                          | Mona                       |                                                               |
| 1996 | The Pallbearer                                                       | Mrs. Thompson              |                                                               |
| 1996 | Trees Lounge                                                         | Connie                     |                                                               |
| 1997 | Gone Fishin'                                                         | Donna Waters               |                                                               |
| 1997 | Office Killer                                                        | Dorine Douglas             |                                                               |
| 1998 | The Tic Code                                                         | Miss Gimpole               |                                                               |
| 1999 | Jawbreaker                                                           | Principal Sherwood         |                                                               |
| 1999 | Man on the Moon                                                      | Herself/Simka Dahblitz     |                                                               |
| 1999 | The Wacky Adventures of Ronald McDonald                              | Mama lui Org               | Voce; scurtmetraj                                             |
| 2000 | The Office Party                                                     | Linda                      | Scurtmetraj                                                   |
| 2001 | D.C. Smalls                                                          | Mama                       | Scurtmetraj                                                   |
| 2001 | My First Mister                                                      | Mrs. Benson                |                                                               |
| 2001 | The Shrink Is In                                                     | Dr. Louise Rosenberg       |                                                               |
| 2001 | Tomorrow by Midnight                                                 | Officer Garfield           |                                                               |
| 2002 | Love in the Time of Money                                            | Joey                       |                                                               |
| 2003 | Cosmopolitan                                                         | Mrs. Shaw                  | Relansat în 2003                                              |
| 2004 | Confessions of a Teenage Drama Queen                                 | Miss Baggoli               |                                                               |
| 2005 | The Pacifier                                                         | Helga                      |                                                               |
| 2005 | The Civilization of Maxwell Bright                                   | Temple                     |                                                               |
| 2005 | The Happy Elf                                                        | Gilda                      | Voce                                                          |
| 2008 | Kung Fu Panda: Secrets of the Furious Five                           | Sheep                      | Voce                                                          |
| 2008 | Four Christmases                                                     | Aunt Sarah                 | Necreditat                                                    |
| 2010 | The Bounty Hunter                                                    | Dawn                       |                                                               |
| 2010 | My Girlfriend's Boyfriend                                            | Barbara                    |                                                               |
| 2010 | Pete Smalls Is Dead                                                  | Landlady                   |                                                               |
| 2011 | The Key Man                                                          | Marsha                     |                                                               |
| 2012 | Sleepwalk with Me                                                    | Linda Pandamiglio          |                                                               |
| 2012 | Should've Been Romeo                                                 | Ruth                       |                                                               |
| 2012 | Thanks for Sharing                                                   | Roberta                    |                                                               |
| 2013 | Clutter                                                              | Linda Bradford             |                                                               |
| 2014 | Emoticon ;)                                                          | Hannah Song                |                                                               |
| 2015 | Ava's Possessions                                                    | Talia                      |                                                               |
| 2018 | The Sisters Brothers                                                 | Mrs. Sisters               |                                                               |
| 2018 | Ghost Light                                                          | Madeline Styne             |                                                               |
| 2019 | The Dead Don't Die                                                   | Mallory O'Brien            |                                                               |

### Seriale
| An         | Titlu                                            | Rol                             | Note |
| ---------- | ------------------------------------------------ | ------------------------------- | --- |
| 1974       | We, the Woman                                    | Susannah White                  | Film de televiziune |
| 1978       | Visions                                          |                                 | Episodul: "Fans of the Kosko Show" |
| 1978–1981  | Great Performances                               | Eliza Southgate; Frances Loomis | Episoadele: "Out of Our Father's House"; "The Girls in Their Summer Dresses and Other Stories" |
| 1980       | The Greatest Man in the World                    | April                           | Film de televiziune |
| 1980–1983  | Taxi                                             | Simka Dahblitz-Gravas           | 17 episoade Primetime Emmy Award for Outstanding Lead Actress in a Comedy Series (1982) Primetime Emmy Award for Outstanding Supporting Actress in a Comedy, Variety or Music Series (1983) Nominalizată — Golden Globe Award for Best Supporting Actress in a Series, Miniseries or Television Film (1983) Nominalizată — TV Land Award for Most Wonderful Wedding (2006) |
| 1982       | Laverne & Shirley                                | Olga                            | Episodul: "Jinxed" |
| 1983       | An Invasion of Privacy                           | Ilene Cohen                     | Film de televiziune |
| 1983       | American Playhouse                               | Lavinia                         | Episodul: "Keeping On" |
| 1983       | Faerie Tale Theatre                              | The "Good" Fairy                | Episodul: "Sleeping Beauty" |
| 1984       | Burning Rage                                     | Mary Harwood                    | Film de televiziune |
| 1984       | Cheers                                           | Amanda Boyer                    | Episodul: "A Ditch in Time" |
| 1985       | Tales from the Darkside                          | Anne MacColl                    | Episodul: "Snip, Snip" |
| 1985       | Crazy Like a Fox                                 |                                 | Episodul: "Bum Tip" |
| 1986       | Tall Tales & Legends                             | Barbara                         | Episodul: "Casey at the Bat" |
| 1986       | All is Forgiven                                  | Nicolette Bingham               | 9 episoade |
| 1987       | Paul Reiser Out on a Whim                        | Fortune Teller                  | Film de televiziune |
| 1988       | Drop-Out Mother                                  | Maxine                          | Film de televiziune |
| 1988       | Rap Master Ronnie: A Report Card                 |                                 | Film de televiziune |
| 1989–1994  | Sesame Street                                    | Nina the Nice                   | Episodul2648: "Bob accompanies Oscar to Grouchytown"; scene din arhivă |
| 1990       | Tales from the Crypt                             | Judy                            | Episodul: "Judy, You're Not Yourself Today" |
| 1990       | Tiny Toon Adventures                             | Ollie (voice)                   | Episodul: "A Quack in the Quarks" |
| 1990–1991  | American Dreamer                                 | Lillian Abernathy               | 17 episoade |
| 1991–1992  | Brooklyn Bridge                                  | Aunt Sylvia                     | 5 episoade |
| 1992       | Sibs                                             | Sally                           | Episoadele: "The Crash: Part 1", "The Crash: Part 2" |
| 1992       | The Ray Bradbury Theater                         | Polly                           | Episodul: "Tomorrow's Child" |
| 1993       | When a Stranger Calls Back                       | Jill Johnson                    | Film de televiziune |
| 1993       | TriBeCa                                          | Amanda                          | Episodul: "Stepping Back" |
| 1993       | Eligible Dentist                                 |                                 | Film de televiziune |
| 1994       | Seinfeld                                         | Corinne                         | Episodul: "The Marine Biologist" |
| 1994       | Aladdin                                          | Brawnhilda (voice)              | Episoadele: "Stinkerbelle", "Smells Like Trouble" |
| 1994       | Empty Nest                                       | Shelby                          | Episodul: "The Courtship of Carol's Father" |
| 1995       | A.J.'s Time Travelers                            | Emily Roebling                  | Episodul: "Brooklyn Bridge" |
| 1995       | Dad, the Angel & Me                              | The Angel                       | Film de televiziune |
| 1995       | Napoleon                                         | Spider (voice)                  | Versiunea engleză |
| 1995       | Freaky Friday                                    | Leanne Futterman                | Film de televiziune |
| 1996       | Chicago Hope                                     | Marguerite Birch                | Episodul: "Stand" Nominalizată—Emmy Award for Outstanding Guest Actress in a Drama Series (1996) |
| 1996       | Ellen                                            | Lily Penney                     | Episodul: "A Penney Saved" |
| 1996–1997  | Pearl                                            | Annie Caraldo                   | 22 de episoade |
| 1997       | Hey Arnold!                                      | Emily Dickinson Trophy (voice)  | Episodul: "Freeze Frame/Phoebe Cheats" |
| 1997       | The Tony Danza Show                              | Simka Gravaas                   | Episodul: "The Milk Run" |
| 1997       | Homicide: Life on the Street                     | Gwen Munch                      | Episodul: "All Is Bright" |
| 1997       | Merry Christmas, George Bailey                   | Cousin Tilly/Mrs. Hatch         | Film de televiziune |
| 1998       | The First Seven Years                            | Mrs. Feld                       | |
| 1998       | Adventures from the Book of Virtues              | The Beetle (voice)              | Episodul: "Patience" |
| 1998       | Noddy                                            | Tooth Fairy                     | Episodul: "The Tooth Fairy" |
| 1999       | Noah's Ark                                       | Sarah                           | Film de televiziune |
| 1999       | Blue's Clues                                     | Little Miss Muffet (voice)      | Episodul: "Blue's Big Treasure Hunt" |
| 1999–2000  | Beggars and Choosers                             | Lydia Luddin                    | 3 episoade |
| 2000       | As Told by Ginger                                | Maude                           | Episoadele: "I Spy a Witch"; "Carl and Maude" |
| 2001       | Family Guy                                       | Carol (voice)                   | Episodul: "Emission Impossible" |
| 2002       | That's Life                                      | Gloria                          | Episodul: "Baum's Thesis" |
| 2002       | The Grubbs                                       | Sophie Grubb                    | Episodul: "Pilot" |
| 2003       | Audrey's Rain                                    | Missy Flanders                  | Film de televiziune |
| 2004       | Hope & Faith                                     | Cornelia Rackett                | Episodul: "Faith Scare-Field" |
| 2005       | The Grim Adventures of Billy & Mandy             | Mrs. Claus                      | Episodul: "Billy and Mandy Save Christmas" |
| 2006       | The Year Without a Santa Claus                   | Mother Nature                   | Film de televiziune; Rol cameo |
| 2009       | Two and a Half Men                               | Shelly                          | Episoadele: "Thank God for Scoliosis"; "David Copperfield Slipped Me a Roofie" |
| 2009       | Monk                                             | Joy                             | Episodul: "Mr. Monk Is the Best Man" |
| 2009, 2013 | Law & Order: Special Victims Unit                | Gwen Munch                      | Episoadele: "Zebras", "Wonderland Story" |
| 2010       | Ugly Betty                                       | Lena Korvinka                   | Episodul: "All the World's a Stage" |
| 2011       | Dora the Explorer                                | Grandma Troll (voice)           | Episodul: "The Grumpy Old Troll Gets Married" |
| 2011–2012  | Jake and the Never Land Pirates                  | Sea Witch (voice)               | 2 episoade |
| 2011–2014  | Phineas and Ferb                                 | Nana Shapiro (voice)            | 2 episoade |
| 2013       | Girls                                            | Cloris                          | Episodul: "It's Back" |
| 2013       | Anger Management                                 | Carol                           | Episodul: "Charlie and His New Friend with Benefits" |
| 2014–2016  | Gotham                                           | Gertrud Kapelput                | Rol secundar; 10 episoade |
| 2015–2020  | Unbreakable Kimmy Schmidt                        | Lillian Kaushtupper             | Rol principal; 42 de episoade |
| 2016       | Crowded                                          | Linda                           | Episodul: "Given to Fly" |
| 2017       | Halt and Catch Fire                              | Denise                          | Episodul: "Ten of Swords" |
| 2017       | Star vs. the Forces of Evil                      | Dr. Jelly Goodwell (voice)      | Episodul: "Princess Turdina/Starfari" |
| 2017–2019  | OK K.O.! Let's Be Heroes                         | Ginger (voice)                  | 2 episoade |
| 2018       | Pinkalicious & Peterrific                        | Edna (voice)                    | 3 episoade |
| 2018       | Vampirina                                        | Madame Spook (voice)            | Episodul: "Countess Vee/Frights Camera Action" |
| 2018       | Animals                                          | Chompy (voice)                  | 2 episoade |
| 2018       | F Is for Family                                  | Marilyn Chilson (voice)         | Episodul: "Summer Vacation" |
| 2018–2019  | Rapunzel's Tangled Adventure                     | Madam Canardist (voice)         | 3 episoade |
| 2019       | Los Espookys                                     | Bianca Nova                     | 4 episoade |
| 2019       | Bubble Guppies                                   | The Sea Witch (voice)           | Episodul: "The New Guppy" |
| 2019       | Big Mouth                                        | The Menopause Banshee (voice)   | Episodul: "Florida" |
| 2019       | Summer Camp Island                               | Barb Junior (voice)             | Episodul: "The Great Elf Invention Convention" |
| 2020       | Hunters                                          | Mindy Markowitz                 | 10 episoade |
| 2020       | Unbreakable Kimmy Schmidt: Kimmy vs the Reverend | Lillian Kaushtupper/Fiona       | Film de televiziune |
| 2023       | Star Trek: Strange New Worlds                    | Pelia                           | |

### Teatru
| An         | Titlu                                                 | Rol             | Teatru                            | Note       |
| ---------- | ----------------------------------------------------- | --------------- | --------------------------------- | ---------- |
| 1972       | Ring Around the Bathtub                               | Esme Train      | Broadway; Martin Beck Theatre     |            |
| 1978       | The Effect of Gamma Rays on Man-in-the-Moon Marigolds | Tillie          | Broadway; Biltmore Theatre        |            |
| 2003       | The Exonerated                                        | Sunny Jacobs    | Touring                           | Înlocuitor |
| 2004       | Sly Fox                                               | Miss Fancy      | Broadway; Ethel Barrymore Theatre | Înlocuitor |
| 2005-2014  | Wicked                                                | Madame Morrible | Touring                           |            |
| 2006; 2013 | Wicked                                                | Madame Morrible | Broadway; Gershwin Theatre        | Înlocuitor |
| 2012       | Harvey                                                | Betty Chumley   | Broadway; Studio 54               |            |